# Cal Niday
Cal Niday (29 d'abril del 1914, Turlock, Califòrnia - 14 de febrer del 1988, Lancaster, Califòrnia) fou un pilot estatunidenc de curses automobilístiques.
Niday va córrer a la Champ Car a les temporades 1953-1955 incloent-hi la cursa de les 500 milles d'Indianapolis d'aquests anys. El Gran Premi d'Indianapolis 500 va formar part del calendari del campionat del món de la Fórmula 1 entre les temporades 1950 a la 1960, sent Niday un dels tres pilots que ha participat amb una cama ortopèdica. Els pilots que competien a la Indy durant aquests anys també eren comptabilitats pel campionat de la F1. Cal Niday va participar en tres curses de F1, debutant al Gran Premi d'Indianapolis 500 del 1953. Cal Niday va morir d'un atac de cor.

## Resultats a la Indy 500
| Any    | Cotxe  | Sortida | Vel. mitja | Ranking | Final  | Voltes | V. líder | Retirat   |
| ------ | ------ | ------- | ---------- | ------- | ------ | ------ | -------- | --------- |
| 1953   | 99     | 30      | 136.096    | 18      | 30     | 30     | 0        | Magneto   |
| 1954   | 24     | 13      | 139.828    | 2       | 10     | 200    | 0        | Va acabar |
| 1955   | 22     | 9       | 140.302    | 4       | 16     | 170    | 0        | Accident  |
| Totals | Totals | Totals  | Totals     | Totals  | Totals | 400    | 0        |           |

| Curses       | 3 |
| Poles        | 0 |
| Voltes líder | 0 |
| Victòries    | 0 |
| Top 5        | 0 |
| Top 10       | 1 |
| Retirades    | 2 |

## Palmarès a la F1[2]
- Participacions: 3
- Poles: 0
- Voltes Ràpides: 0
- Victòries: 0
- Pòdiums: 0
- Punts vàlids per la F1: 0